# Gens Auria
La gens Auria era una familia de la antigua Roma, proveniente de Larino, en el sur de Italia, conocida principalmente por la oración de Cicerón, Pro Cluentio.

## Praenomina
Se sabe que los Aurii utilizaron los praenomen Marco, Numerio, Aulo y Cayo.

## Ramas y cognomina
El único cognomen asociado con esta familia es Melino.

## Miembros
- Marco Aurio, hecho prisionero en la Batalla de Ásculo durante la Guerra Social, en el 89 a. C., y posteriormente asesinado por Estacio Albio Opiánico.[3]
- Numerio Aurio, falleció antes que su hermano, Marco.[4]
- Auria, esposa de Cayo Albio Opiánico, asesinada, junto con su esposo, por su hermano Estacio.[5]
- Aulo Aurio Melino, amenazó con enjuiciar a Opiánico, pero luego fue proscrito y ejecutado por él.[6]
- Cayo Aurio A. f., Proscrito y ejecutado por Opiánico.[7]
- Auria A. f., Nuera de Opiánico.[8]